# オダンクール
オダンクール （Audincourt）は、フランス、ブルゴーニュ＝フランシュ＝コンテ地域圏、ドゥー県のコミューン。

## 地理
フランス東部に位置するオダンクールは、ドゥー県で4番目に人口の多いコミューンである。モンベリアール大都市圏を形成するコミューンであり、モンベリアールや他のコミューンとともに人口125000人の都市圏となっている。

## 由来
1180年にAdingcortと記されていたオダンクールは、Audinに接尾辞の-courtが付いた名称である。-courtとは単なる村、集落を意味し、Audinとはゲルマン語由来の男性名Adingのフランス語化したものである。

## 歴史
オダンクールは、1793年にフランスに併合されたモンベリアル伯領に属していた。この時代のオダンクールはAdincoürtと呼ばれていた。
オダンクールは二次鉄道の鉄道網の中心であった。鉄道はエリモンクール、マンドゥールを経由してモンベリアル駅に接続されていた。これらは小さな蒸気機関車に引かれたトラムであった。この路線は20kmにわたる単線で、メートルゲージは1932年に廃止され、バス路線に転換された ·   ·  。

## 人口統計
| 1962年 | 1968年 | 1975年 | 1982年 | 1990年 | 1999年 | 2009年 |
| ------ | ------ | ------ | ------ | ------ | ------ | ------ |
| 12433  | 13488  | 18578  | 17454  | 16361  | 15537  | 14731  |

参照元:1968年以降INSEE · 

## 出身者
- キャメル・メリアン
- ベノワ・ペドレッティ